# Chiesa di San Niccolò in Sasso
La chiesa di San Niccolò in Sasso si trova a Siena, in via del Poggio. Oggi fa parte del percorso museale del Museo dell'Opera del Duomo.

## Storia
La chiesa deve le sue origini allorché, intorno al 1280, Monna Agnese di Orlando Malavolti impiegò uno dei suoi possedimenti per costruire uno spedaletto e la chiesa annessa. Scopo dello spedaletto era quello di accogliere giovani vedove e ragazze con gravidanze e parti da nascondere nonché figli da affidare ad orfanotrofi e fu sempre gestito da laici. La chiesa e lo spedaletto furono detti "in Sasso" perché costruiti su un agglomerato di ghiaia.
Nel 1565 la struttura passò alle dipendenze dello Spedale di Santa Maria della Scala e poco dopo la chiesa fu interamente ristrutturata assumendo le forme attuali. Con le soppressioni leopoldine di fine XVIII secolo lo spedaletto si trasferì definitivamente in Santa Maria della Scala e i locali furono trasformati in istituto di istruzione femminile. La chiesa, sconsacrata, è da allora utilizzata per scopi civili e solo recentemente è divenuta parte del percorso del museo dell'opera del Duomo.

## Descrizione

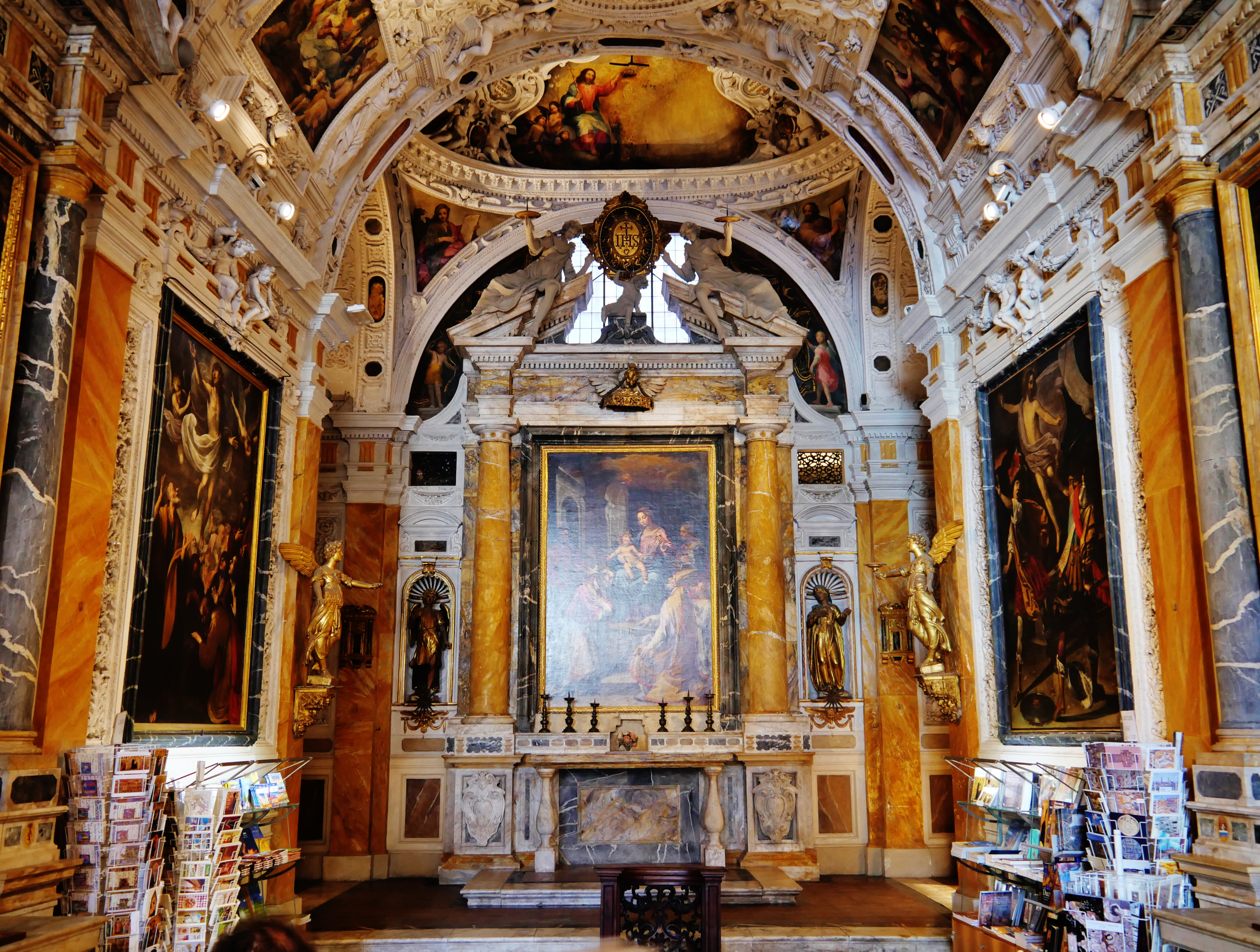
Interno della chiesa

La chiesa è un gioiello di barocco senese essendo stata costruita alla fine del XVI secolo e decorata nella prima metà del secolo successivo.
La volta è decorata con uno stuolo di stucchi e piccoli affreschi raffiguranti Storie della Vergine realizzati nel 1642 da Giovan Battista Giustammiani detto il Francesino. Sono sei le tele della prima metà del Seicento che decorano le pareti laterali della chiesa (tre per lato) più una sull'altare principale. A partire dalla prima tela del lato destro e procedendo poi in senso antiorario troviamo:
- Natività di Astolfo Petrazzi
- Crocifissione di Niccolò Tornioli
- Resurrezione di Rutilio Manetti
- Madonna in Trono col Bambino e santi in adorazione di Francesco Vanni (1608-1609)
- Ascensione di Astolfo Petrazzi
- Pentecoste di Rutilio Manetti
- Giudizio Universale di Raffaello Vanni